# Catali
Francisco Javier Mármol Rodríguez más conocido como Catali (Albacete, 21 de julio de 1961), futbolista español, uno de los artífices de la época dorada del Albacete Balompié a principios de los años 1990.
Salido de la cantera del Albacete Balompié, jugó casi toda su carrera en este club, llegando a ser su capitán. Fue miembro del denominado queso mecánico, equipo que ascendió consecutivamente de Segunda División B a Segunda División, y de ahí al año siguiente a Primera División, donde se mantuvo durante cinco temporadas.
Suya es la expresión "¡Europa, prepárate!", muy recordada entre los aficionados del Albacete, pronunciada tras la consecución del ascenso a Primera en el balcón del Ayuntamiento de la ciudad manchega ante miles de personas.
En su primera temporada en Primera División, la 1991/92, en la que el equipo finalizó en séptimo lugar quedándose a un solo punto de entrar en la Copa de la UEFA, Catali jugó 37 partidos y anotó 4 goles. Dejó el club en la temporada 1992/93, en la que jugó 16 partidos y marcó 1 gol.
También jugó en el CD Toledo (1993/94) y en el CD Quintanar del Rey.
En la temporada 2009/10 fue el segundo entrenador de Pepe Murcia en el Albacete Balompié, y tras la destitución de éste el 30 de noviembre de 2009, dirigió al primer equipo hasta la llegada de Julián Rubio. En la misma temporada se volvió hacer cargo del primer equipo tras la destitución de Julián Rubio el 15 de marzo de 2010. Catali .En la actualidad es concejal de deportes del ayuntamiento de Albacete.